# Michigan Kid
Michigan Kid ist ein US-amerikanischer Western aus dem Jahr 1947 von Ray Taylor mit Jon Hall und Victor McLaglen in den Hauptrollen. Der Film wurde von Universal-International Pictures produziert und basiert auf der Kurzgeschichte Michigan Kid von Rex Beach.

## Handlung
Nach seiner Entlassung aus der US-Kavallerie verabschiedet sich Jim Rowen, der berühmte Ex-Polizist aus Nevada, bekannt als „The Michigan Kid“, von seinen Freunden Lanny Slade, Dave Boyd und Steve Randolph. Er macht sich auf den Weg nach Rawhide in Arizona, wo er sich auf einer Ranch niederlassen will, die er gerade gekauft hat. Als Jims Pferd lahmt, hält er eine Postkutsche an und trifft den Kutscher Buster und den Passagier Prentiss Dawson, einen freundlichen alten Mann, der 50.000 Dollar in seinem Koffer versteckt hat. Als eine Bande von Straßenräubern unter der Führung von Curley Davis die Postkutsche angreift, wird Dawson verwundet und springt mit seinem mit Bargeld beladenen Koffer in der Hand aus der Kutsche. Jim springt auf eines der Pferde der Gesetzlosen, verjagt die Bande und vereitelt den Raubüberfall. Als er zurück zur Postkutsche reitet, sieht Jim den sterbenden Dawson zusammengesunken am Wegesrand liegen. Nachdem er eine Nachricht auf die Rückseite seiner Taschenuhr gekritzelt hat, überreicht Dawson Jim die Uhr zusammen mit einem Brief an seine Nichte Sue Dawson und bittet Jim, den Brief abzuschicken und die Uhr in der Bank von Rawhide unter Sues Namen zu hinterlegen.
In der Bank trifft Jim auf Curley, der einen Groll gegen ihn hegt, weil er den Überfall vereitelt hat. Aus Rache befiehlt Curley seinen Männern, Jims Ranchhaus anzuzünden. Als der Sheriff von Rawhide auf Jims Brandstiftungsmeldung gleichgültig reagiert, telegrafiert Jim seine alten Freunde Lanny, Steve und Dave um Hilfe. Kurz darauf kommt Sue in die Stadt und trifft zufällig auf Jim. Als Sue in der Bank erscheint, um die Uhr ihres Onkels abzuholen, benachrichtigt der Kassierer Mr. Porter Curley, für den er heimlich arbeitet. Kurz darauf stürmt ein maskierter Curley mit einer Waffe in der Hand in die Bank und stiehlt die Uhr. Wütend schlägt die burschikose Sue Curley nieder und liefert sich dann eine Schießerei mit Porter. Vom Geräusch der Schüsse angezogen, rennt Jim in die Bank, gefolgt vom Sheriff. Nachdem Curley entkommen ist, beschuldigt Sue Jim, an dem Raub beteiligt gewesen zu sein, und Porter bezeugt, dass Sue und Jim den Diebstahl geplant haben. Der Sheriff ist verblüfft und verhaftet Jim und Sue.
Als Lanny, Dave und Steve sich der Stadt nähern, erfahren sie von Jims Verhaftung wegen Raubes. Währenddessen versuchen Porter und Buster, der wahre Drahtzieher der Gesetzlosen, die Nachricht zu entziffern, die Dawson auf die Uhr geritzt hat: „27 Schritte genau nach Süden.“ Buster erkennt, dass Sues Brief den Schlüssel zum Rätsel enthalten muss, und beschließt, Jim und Sue aus dem Gefängnis zu befreien. Er bringt den Sheriff dazu, seine Gefangenen freizulassen, indem er ihm erzählt, dass in der Stadt ein Lynchmob gebildet wird. Nachdem der Sheriff Jim und Sue in seinen Wagen geladen hat und die Stadt verlässt, werden sie von Curley und seiner Bande überfallen. Während der Sheriff ihre Angreifer abwehrt, springen Jim und Sue in einen reißenden Fluss und suchen Zuflucht in einer verlassenen Hütte. Sue erklärt, dass sie den Mann, der ihre Uhr gestohlen hat, an seinen lockigen Haaren identifizieren kann. Jim schleicht sich aus der Hütte und entführt Curley. Als Jim mit seinem Gefangenen zur Hütte zurückkehrt, schlüpft Sue in Männerkleidung durch den Hintereingang und schneidet den Sattelgurt von Jims Sattel durch. Nachdem er Curley mit Handschellen an die Dachsparren gefesselt hat, springt Jim auf sein Pferd, um Sue zu folgen, fällt aber bald zusammen mit seinem Sattel herunter. In der Zwischenzeit kommen Steve, Lanny und Dave in die Stadt und geben vor, Jims Gegner zu sein. Kurz darauf reitet Sue in die Stadt und Porter macht den Sheriff sofort auf ihre Anwesenheit aufmerksam. Während sie vom Sheriff und seiner Truppe sowie von Lanny, Dave und Steve verfolgt wird, trifft Sue auf dem Weg Jim. Nachdem er mit ihr die Pferde getauscht hat, lenkt Jim die Truppe ab und begrüßt dann seine Freunde. In der Zwischenzeit holt Buster Sue ein und erfährt, indem er vorgibt, ihr Freund zu sein, dass Curley in der Hütte eingesperrt ist.
Als Jim näher kommt, reitet Buster los, um Curley zu befreien. Als sie zur Hütte zurückkehren, werden Jim und Sue von Curley und Buster gefangen genommen, die Sue den Brief entreißen. Der Brief weist Curley und Buster nach Lone Pine. Jim und Sue werden gefesselt, die beiden Verbrecher machen sich auf die Suche nach dem Schatz. Kurz darauf treffen Steve, Dave und Lanny bei der Hütte ein, gefolgt vom Sheriff und seiner Truppe. Lanny, Steve und Dave geben vor, Jim und Sue seien ihre Gefangenen, übergeben sie dem Sheriff und eilen dann nach Lone Pine. Sie kommen jedoch zu spät, da Buster und Curley das Geld bereits abgeholt haben und in die Stadt zurückgekehrt sind, um es auf der Bank zu hinterlegen. Um ein Ablenkungsmanöver zu arrangieren, galoppiert Steve mit der Nachricht eines reichen Goldfunds in die Stadt. Während die gierigen Bürger verzweifelt versuchen, die Stadt zu verlassen, um Claims abzustecken, schleichen sich Steve, Lanny und Dave ins Gefängnis, befreien Jim und Sue und zwingen den Sheriff, ihnen beim Bankraub zu helfen. In der Bank holt Jim Dawsons Koffer hinter dem Tresen hervor und beweist damit seine Unschuld. In diesem Moment stürmen Curley und Buster herein und werden gefangen genommen. Jim zieht Dawsons Uhr und den Brief aus Busters Tasche. Nachdem Porter zusammenbricht und alles gesteht, spricht der Sheriff Jim frei und verhaftet die wahren Gesetzlosen. Jim und Sue verlassen eilig die Stadt, bevor die enttäuschten Bürger zurückkehren.

## Entstehung und Veröffentlichung
| Figur                  | Darsteller      | Deutscher Sprecher    |
| ---------------------- | --------------- | --------------------- |
| Jim Rowen/Michigan Kid | Jon Hall        | Horst Niendorf        |
| Curley Davies          | Victor McLaglen | Hans W. Hamacher      |
| Sue Dawson             | Rita Johnson    | Ilse Kiewiet          |
| Buster                 | Andy Devine     | Alexander Welbat      |
| Mr. Porter             | Byron Foulger   | Hans Hessling         |
| Lanny Slade            | Milburn Stone   | Harry Wüstenhagen     |
| Sergeant               | Ray Teal        | Siegfried Schürenberg |

Gedreht wurde der Film von Mitte April bis Ende Mai 1946 in den Universal-Studios in Universal City. Abraham Grossman und Jack Otterson oblag die künstlerische Leitung. Russell A. Gausman und Fred B. Martin waren für das Szenenbild zuständig, Rosemary Odell für die Kostüme. Verantwortliche Toningenieure waren Bernard B. Brown und Robert Pritchard. Der Song Whoops My Dear stammte von Jack Brooks und Hans J. Salter.
Die Premiere des Films fand am 21. Februar 1947 in New York statt. In der Bundesrepublik Deutschland kam er am 25. November 1960 in die Kinos, in Österreich im März 1961. Die deutsche Synchronfassung entstand 1960 im Auftrag der Berliner Synchron GmbH Wenzel Lüdecke unter der Dialogregie von Volker J. Becker, der auch das Dialogbuch verfasste.

## Kritiken
„Genreüblich gestalteter B-Western.“